# Pachamanca

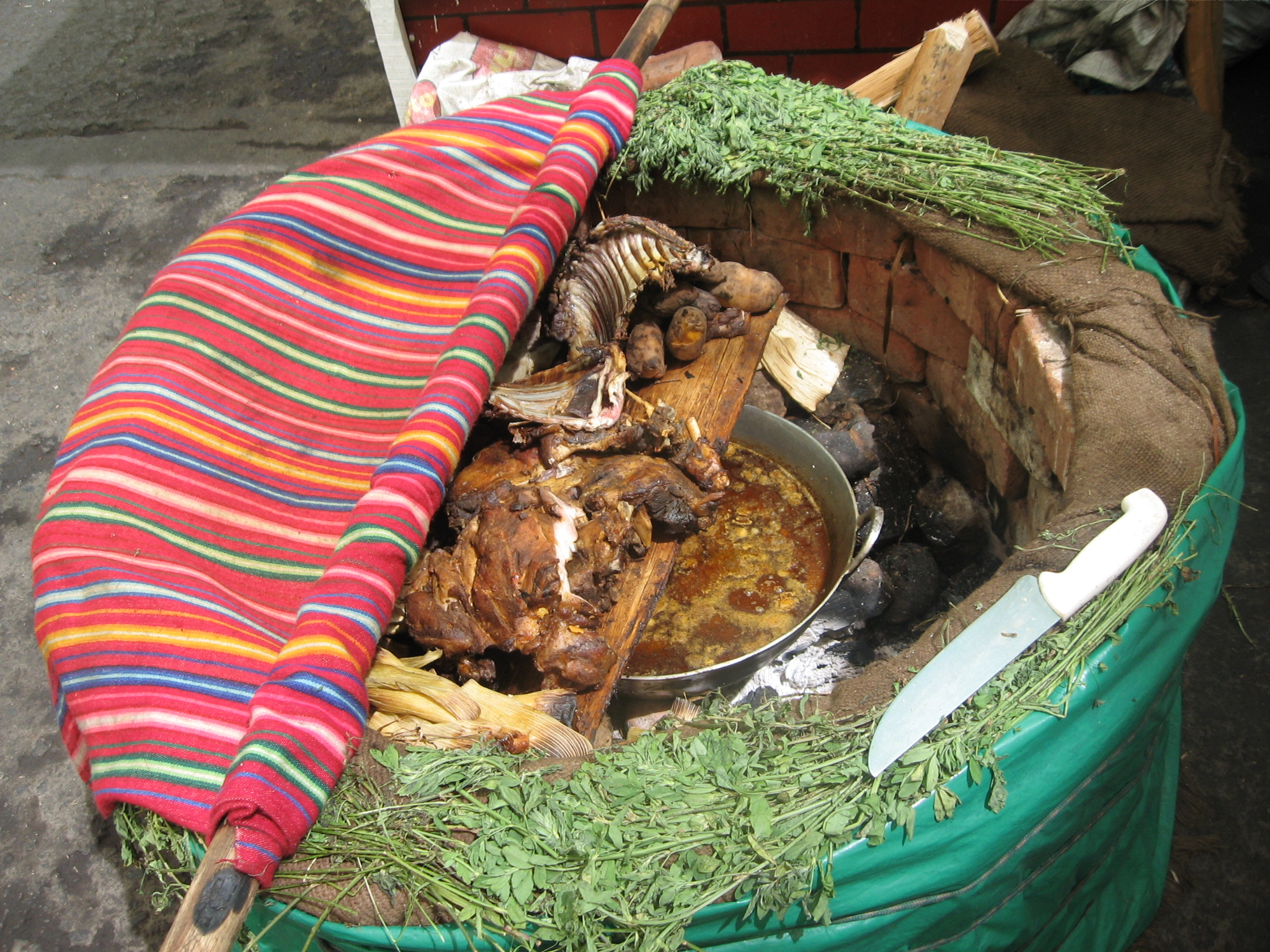
Pachamanca.

La pachamanca est une spécialité péruvienne consistant à cuire les denrées à l'étouffée à même la terre à l'aide de pierres chaudes posées par-dessus.
Plat traditionnel et familial que l'on rencontrera peu en restaurant, la pachamanca peut contenir principalement une à trois sortes de viandes (porc, poulet, agneau), de la pomme de terre, du choclo (maïs moulu), de la fève et de la camote (patate douce), ainsi que des herbes locales. Il doit y avoir autant de recettes que de régions qui la cuisinent. Plat d'opulence également, il est généralement préparé à l'occasion de rassemblements.